# Leukoma thaca
Leukoma thaca is een tweekleppigensoort uit de familie van de Veneridae. De wetenschappelijke naam van de soort is voor het eerst geldig gepubliceerd in 1782 door Molina.